# Evolvulus brevifolius
Evolvulus brevifolius är en vindeväxtart som först beskrevs av Carl Daniel Friedrich Meisner, och fick sitt nu gällande namn av V. Ooststr. Evolvulus brevifolius ingår i släktet Evolvulus och familjen vindeväxter. Inga underarter finns listade i Catalogue of Life.